# Augustin Challamel
Jean Baptiste Marius Augustin Challamel (Párizs, 1818. március 18. – Párizs, 1892. április 25.) francia történetíró. Kereskedelmi pályára lépett, de attól megválva a jogra adta magát. 1840-ben ügyvéd lett. Nemsokára azonban egészen az irodalomnak, különösen a történetírásnak élt és 1844-ben alkalmazást kapott a St. Genevieve könyvtárban.

## Művei

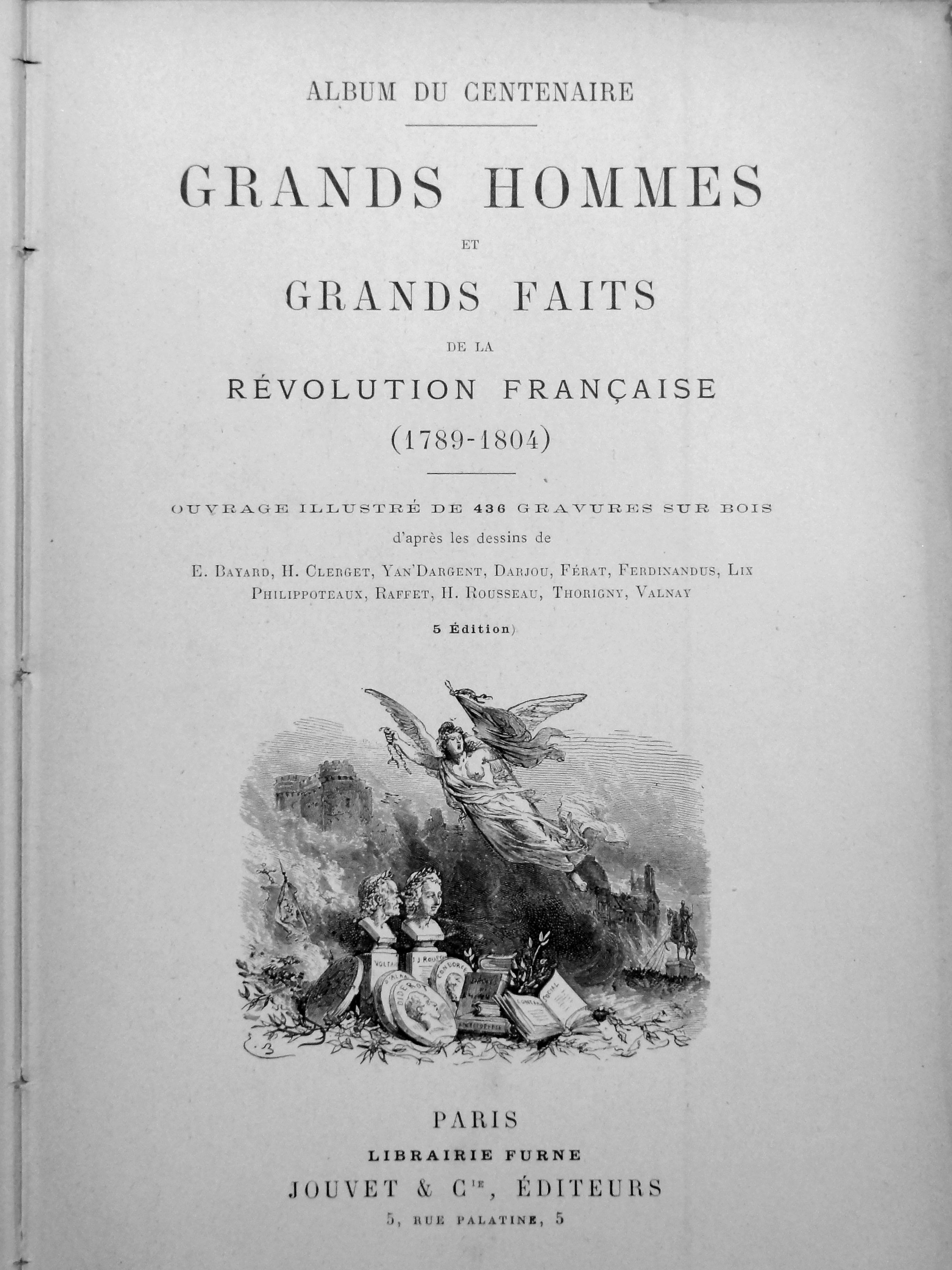
Album du Centenaire. Grands hommes et grands faits de la Révolution Française (1889) címlapképe

- Histoire-Musée de la République française stb. (1841, 2 kötet; 3. kiad. 1858)
- Saint-Vincent de Paul (1841, 3. kiad. 1856)
- Les Français sous la Révolution (1843)
- Isabelle Farnese (1851, 2 kötet)
- Madame du Maine, ou les légitimes et légitimés (1851 és 53)
- Histoire populaire de la France, de la Révolution, de Napoléon, de Paris (1851, 4 rész, Bellangé rajzaival)
- Histoire anecdotique de la Fronde (1860)
- Histoire du Piémont et de la maison de Savoie (1860)
- Histoire populaire des papes (2. kiad. 1861)
- La régence galante (1861)
- Le roman de la plage (1863)
- Mémoires du peuple français (1865-73, 8 kötet)
- Histoire de la mode en France (1874)
- La France et les Français à travers les siècles (1883, 2 kötet)
- Précis d'histoire de France (1883)
- Souvenirs d'un hugolâtre (1885)
- Album du Centenaire. Grands hommes et grands faits de la Révolution Française (1889)